# Royal Flying Corps
Den 13. maj 1912 oprettede den britiske hær Royal Flying Corps (RFC) ((engelsk): Kongeligt flyverkorps) og udgjorde de britiske flystyrker ved Vestfronten i det meste af 1. Verdenskrig (i modsætning til Royal Naval Air Service – RNAS). Ved krigens begyndelse var opgaverne koncentreret om støtte til hæren gennem artilleriobservationer og rekognosceringer. Dette førte gradvis RFC-piloterne ud i luftkampe med de tyske piloter og senere til angreb på tysk infanteri og depoter, bombninger af tyske flyvepladser og senere endnu strategiske bombeangreb på tysk rustningsindustri og infrastruktur.
Ved begyndelsen af 1. Verdenskrig bestod RFC, under kommando af David Henderson, af fem eskadriller – en eskadrille med observationsballoner og fire fly-eskadriller, hvor RFC eskadrille nr. 1 og nr. 2 udgjorde de første eskadriller i verden med fastvingefly. Disse blev første gang anvendt til observationer fra luften 13. september 1914, men det blev først rigtigt effektivt da man fik udviklet brugen af radiotelegrafi fra 9. maj 1915. Fotografering fra luften blev forsøgt i 1914, men blev først effektivt anvendeligt året efter. I 1918 kunne luftfotos tages fra 15.000 fods høj og RFC havde 3.000 fototydere. Faldskærme var ikke til rådighed for RFC's flybesætninger selvom Calthrop Guardian Angel (1916 modellen) officielt blev indført ved krigens slutning. På det tidspunkt havde ballonobservatører anvendt faldskærme i tre år.
17. august 1917 præsenterede general Jan Smuts en rapport om den fremtidige luftstyrke. På grund af potentialet for "beskadigelse af fjendens område og ødelæggelse af industri- og befolkningscentre i stor målestok", anbefalede han dannelsen af en ny luftstyrke på niveau med hæren og flåden. Den nye styrke ville stille de dårligt udnyttede mænd og maskiner fra RNAS til rådighed på Vestfronten samt indstille den evindelige rivalisering mellem general- og admiralstaben på flyområdet. 1. april 1918 smeltede RFC og RNAS sammen til det nye selvstændige værn Royal Air Force, RAF.